# Galea spixii
Espèce
Statut de conservation UICN

 LC  : Préoccupation mineure
Galea spixii est une espèce de Rongeurs de la famille des Cavidés. Il fait partie du genre Galea qui regroupe les cobayes à dents jaunes. C'est un petit mammifère terrestre d'Amérique du Sud (Bolivie et Brésil).
L'espèce a été décrite pour la première fois en 1831 par le zoologiste allemand Johann Georg Wagler (1800-1832). Elle a été nommée ainsi en hommage au zoologiste et un explorateur allemand Johann Baptist von Spix (1781-1826). 

## Liste des sous-espèces
Selon Mammal Species of the World (version 3, 2005)  (8 févr. 2013) :
- sous-espèce Galea spixii palustris
- sous-espèce Galea spixii spixii
- sous-espèce Galea spixii wellsi